# Athetis trixysta
Athetis trixysta là một loài bướm đêm trong họ Noctuidae.